# Escala de coma de Glasgow
A escala de coma de Glasgow (ECG) é uma escala neurológica que intenciona constituir-se de um método confiável e objetivo para registrar o nível de consciência de uma pessoa, para avaliação inicial e contínua após um traumatismo craniano. Seu valor também é utilizado no prognóstico do paciente e é de grande utilidade na previsão de eventuais sequelas.

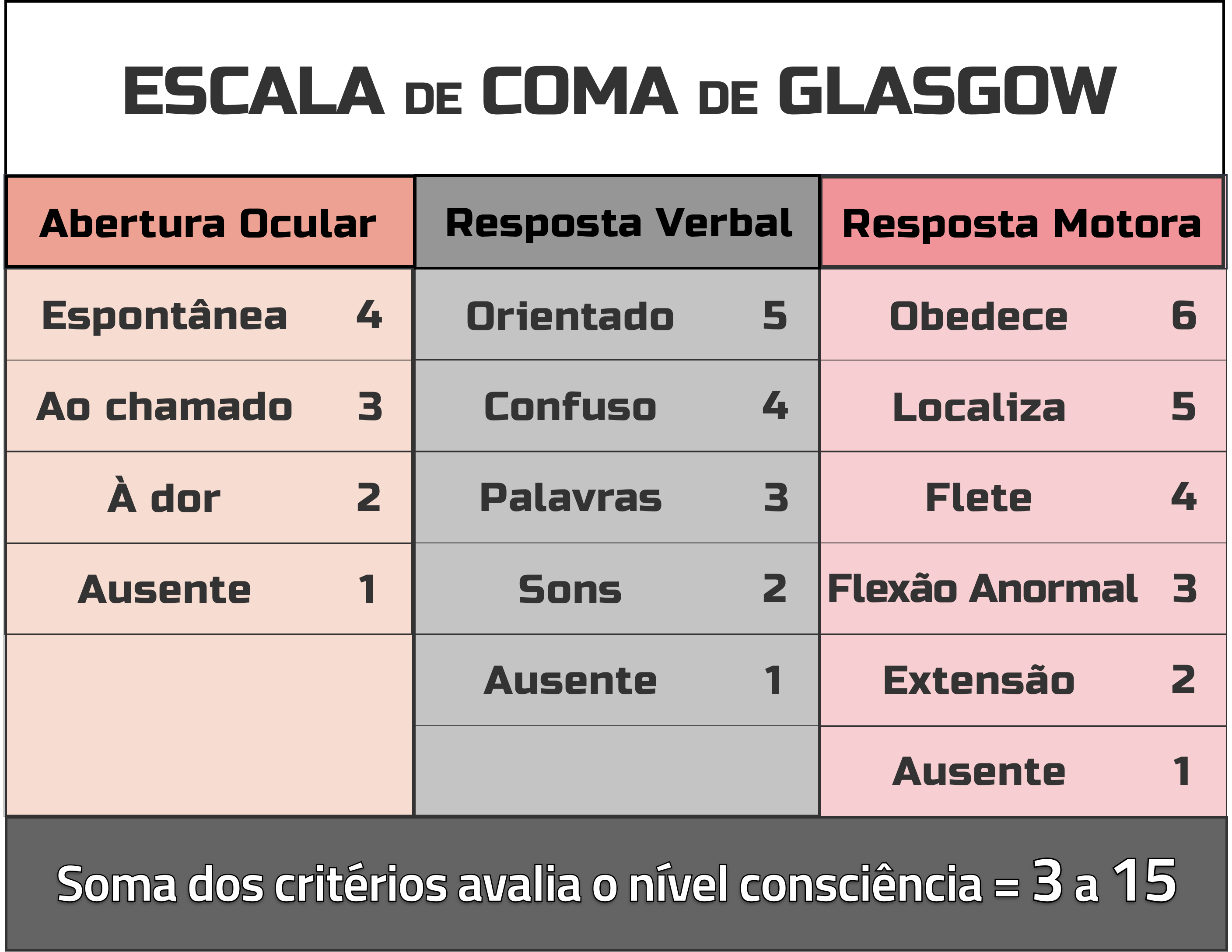
A escala de coma de Glasgow permite de modo simples e padronizado quantificar o nível da consciência. Usando 3 critérios do exame neurológico que são: abertura ocular, a resposta verbal e a resposta motora

Inicialmente usado para avaliar o nível de consciência depois de trauma encefálico, a escala é atualmente aplicada a diferentes situações.

## História
A escala de coma de Glasgow foi publicada oficialmente em 1974 por Graham Teasdale e Bryan J. Jennett, professores de neurologia na University of Glasgow, na revista Lancet,  como uma forma de se avaliar a profundidade e duração clínica de inconsciência e coma.
Em 1970, o National Institutes of Health, Public Health Service, U.S. Department of Health and Human Services, financiou dois estudos internacionais paralelos. Enquanto um  pesquisou o estado de coma de pacientes com traumatismo craniano grave, e o segundo focalizou o prognóstico médico do coma. Os pesquisadores desses estudos desenvolveram então o "Índice de coma", que posteriormente transformou-se na escala de coma de Glasgow, à medida que os dados estatísticos aplicados afinaram o sistema de pontuação, tendo então o número 1 como a pontuação mínima e, depois, uma escala ordinal foi aplicada para observar tendências.
A escala de coma de Glasgow inicialmente fora desenvolvida para ser utilizada como facilitador, ou melhor, instrumento de pesquisa para estudar o nível de consciência de pacientes com trauma craniano grave e, de forma incisiva, mensurar a função em pacientes comatosos, dada a dificuldade da definição da extensão da lesão cerebral.

## Elementos da escala
A escala compreende três testes: respostas de abertura ocular, resposta verbal e resposta motora. Na abertura ocular, considere a primeira resposta. Nas respostas verbal e motora, considere a melhor resposta. Os três valores separadamente, assim como sua soma, são considerados. 
| .      | 1                 | 2                                              | 3                                                   | 4                                                                       | 5                               | 6                  |
| Ocular | Não abre os olhos | Abre os olhos em resposta a estímulo de dor    | Abre os olhos em resposta a um chamado              | Abre os olhos espontaneamente                                           | N/A                             | N/A                |
| Verbal | Emudecido         | Emite sons incompreensíveis                    | Pronuncia palavras desconexas                       | Confuso, desorientado                                                   | Orientado, conversa normalmente | N/A                |
| Motor  | Não se movimenta  | Extensão a estímulos dolorosos (descerebração) | Flexão anormal a estímulos dolorosos (decorticação) | Flexão inespecífica (normal)/ Reflexo de retirada a estímulos dolorosos | Localiza estímulos dolorosos    | Obedece a comandos |

### Abertura ocular (AO)
Existem quatro níveis:
4° Nível - Olhos se abrem espontaneamente
3° Nível - Olhos se abrem ao comando verbal.(Atenção: Não confundir com o despertar de uma pessoa adormecida. Se for o caso, marque 4, se não, 3.)
2° Nível - Olhos se abrem por estímulo doloroso
1° Nível - Olhos não se abrem por nenhum motivo

### Melhor resposta verbal (MRV)
Existem 5 níveis:
5° Nível - Orientado: O paciente responde coerentemente e apropriadamente às perguntas sobre seu nome e idade, onde está e por quê, a data etc.
4° Nível - Confuso: O paciente responde às perguntas coerentemente, mas com alguma desorientação e confusão
3° Nível - Palavras inapropriadas: Fala aleatória, mas sem troca conversacional
2° Nível - Sons ininteligíveis: Gemendo, grunhindo e sem articular palavras
1° Nível - Ausente: Não emite nenhum som

### Melhor resposta motora (MRM)
Existem 6 níveis:
6° Nível - Obedece ordens verbais: O paciente faz coisas simples quando lhe é ordenado
5° Nível - Localiza estímulo doloroso
4° Nível - Retirada inespecífica à dor
3° Nível - Padrão flexor à dor: Decorticação
2° Nível - Padrão extensor à dor: Descerebração
1° Nível - Sem ou nenhuma resposta motora

## Interpretação
- Pontuação Total: De 3 a 15 Pontos
  - 3 Pontos = Coma profundo sem qualquer resposta
  - 4 Pontos = Coma profundo com provável comprometimento do diencéfalo ( postura em extensão ou de descerebração)
  - 7 Pontos = Coma moderado
  - 11 Pontos = Coma superficial
  - 15 Pontos = Normalidade
- Classificação do Trauma cranioencefálico (ATLS, 2005)
  - 3-8 Pontos = Grave, com necessidade de intubação imediata
  - 9-12 Pontos = Moderado
  - 13-15 Pontos = Leve

## Escala de Coma de Glasgow pediátrica
- Melhor Resposta Motora:

1. Nenhuma resposta
2. Extensão: Descerebração
3. Flexão: Decorticação
4. Se afasta da dor
5. Localiza a dor do corpo
6. Obedece aos comandos

- Melhor Resposta Verbal:

1. Nenhuma resposta
2. Gemente
3. Inquieto e inconsolável
4. Choro consolável e interação adequada
5. Sorri: Orientado pelo som acompanhando objetos, ocorrendo interação

- Abertua Ocular:

1. Nenhuma
2. Com a dor: Por exemplo, um leve beliscão
3. Com a fala
4. Espontâneo